# Thomas Yeh Sheng-nan
Thomas Yeh Sheng-nan (en chino: 葉勝男, romanizado: Yè Shèngnán; nacido el 26 de junio de 1941) es un prelado taiwanés de la Iglesia católica y diplomático de la Santa Sede.

## Biografía
Thomas Yeh Sheng-nan nació el 26 de junio de 1941, en Kaohsiung, Taiwán, y fue ordenado sacerdote el 27 de marzo de 1971, para la Diócesis de Tainan. Es licenciado en filosofía. En 1972 fue admitido en la Pontificia Academia Eclesiástica para estudiar diplomacia.
Yeh entró en el servicio diplomático de la Santa Sede el 8 de marzo de 1976, y sirvió en las misiones diplomáticas pontificias en Nicaragua, Sri Lanka, Zambia, Argelia, Irak, Australia, Senegal y Reino Unido. Fue ascendido a consejero de nunciatura el 8 de marzo de 1989.
El 10 de noviembre de 1998 fue elegido arzobispo titular de Leptis Magna, y al mismo tiempo nombrado nuncio apostólico en Sri Lanka. Su consagración episcopal tuvo lugar el 20 de diciembre de 1998; El cardenal Edward Cassidy fue el consagrante principal, con los arzobispos Stanislaus Lo Kuang y Carlo Maria Viganò, como co-consagrantes principales.
El 22 de abril de 2004 Yeh fue nombrado Nuncio Apostólico en Argelia y Túnez. Se retiró en 2015 y fue sucedido en Argelia y Túnez por Luciano Russo en 2016.